# Barilium dawsoni
Barilium dawsoni (Lydekker, 1888) è un dinosauro erbivoro appartenente agli ornitopodi. Visse nel Cretaceo inferiore (Valanginiano, circa 140 milioni di anni fa) e i suoi resti sono stati ritrovati in Inghilterra.

## Descrizione
Di forme pesanti, questo dinosauro doveva essere un erbivoro semibipede, dotato di arti posteriori robusti e di un corpo estremamente massiccio. Barilium è noto attraverso alcuni resti esemplari incompleti e mancanti di parte degli arti anteriori, ma che permettono comunque una ricostruzione dell'animale. In generale, l'aspetto di Barilium era simile a quello del più noto Iguanodon e anche le dimensioni dovevano essere paragonabili (circa 8 - 10 metri di lunghezza). Il bacino era insolitamente robusto (da qui il nome Barilium, che significa “ilio pesante”). Le vertebre erano piuttosto massicce, con corte spine neurali, e assomigliavano a quelle dell'iguanodonte primitivo Camptosaurus.
Benché generalmente simile a Iguanodon, questo animale era di costituzione molto più robusta, con bacino, spalle e ossa delle zampe più massicce, una parte anteriore della coda insolitamente larga e spine neurali molto alte lungo gran parte del dorso.
Al contrario di altri generi come Hypselospinus e Iguanodon, in Barilium il caratteristico "pollice - aculeo" (tipico degli iguanodonti evoluti) era molto corto. Questo osso conico e appuntito era fermamente attaccato al blocco carpale. Era quindi sostanzialmente impossibile una flessione, ed è improbabile che fosse utilizzato come arma.

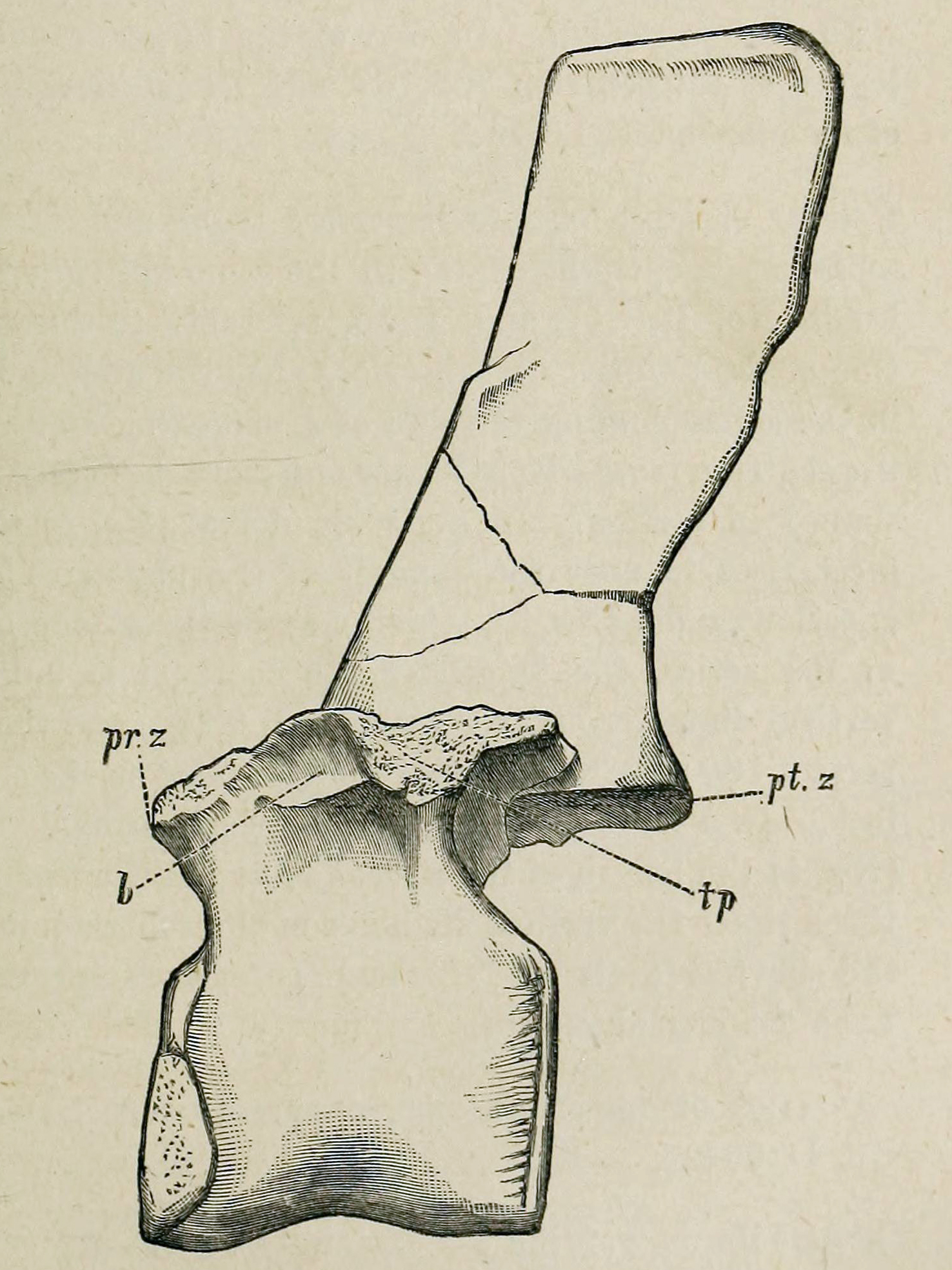
Illustrazione di una vertebra di Barilium dawsoni

## Classificazione
I fossili di questo dinosauro vennero alla luce nell'800, e furono attribuiti a una nuova specie di Iguanodon (I. dawsoni) nel 1888 da Lydekker. Solo in seguito a una revisione del genere Iguanodon, in corso negli anni 2000, questi fossili vennero ridescritti come un genere a sé stante, Barilium appunto. Il paleontologo David Norman, che ha classificato il genere nel 2010, ritiene che questo animale rappresentasse una forma di iguanodonte piuttosto primitiva, forse ancestrale al vero Iguanodon vissuto qualche milione di anni dopo. Nello stesso luogo e nello stesso periodo viveva Hypselospinus, un iguanodonte dalle forme più snelle, anch'esso un tempo classificato come Iguanodon. Barilium potrebbe essere strettamente imparentato a un altro iguanodonte dalle forme pesanti, lo spagnolo Delapparentia.